# Сегалева улица
Сега́лева улица — улица в Приморском районе Санкт-Петербурга. Проходит от Новоорловской до Чистяковской улицы в историческом районе Озерки.

## История названия
Название известно с 1890-х годов. Происходит от фамилии землевладельца Сега́ля. В 1920-е годы переименована в улицу Коммуны, но в 1950-х годах это название вышло из употребления.